# Kazuto Kushida
Kazuto Kushida (櫛田 一斗 Kushida Kazuto?), född 20 januari 1987 i Kyoto prefektur, är en japansk fotbollsspelare.
Kushida spelade för Iwate Grulla Morioka. Han spelade 5 ligamatcher för klubben.